# 泰州博物館
泰州博物館，又称泰州市博物館，是位於中华人民共和国江苏省泰州市鼓楼南路297号的地市级综合性博物馆，在1958年3月26日籌建成立。

## 歷史
1958年3月26日，泰州市人民政府决定筹建泰州博物馆。1959年1月，泰州市与泰县合并，改称泰州县博物馆。1962年两泰分治，复名泰州市博物馆。文化大革命期间，博物馆与文化馆、图书馆、工人文化宫合称泰州市毛泽东思想宣传馆。1974年元旦恢复為泰州市博物馆。1980年開始，博物館在旧址原址进行翻建，先后建成了陈列楼、办公和文物库房综合楼等建築。1996年，组建地级泰州市，泰州市博物馆上划为地级市属博物馆。2006年，原址因城市建设需要，博物馆拆迁搬到青年路20号过渡性用房办公。2013年，位于泰州市鼓楼南路297号的新馆建成，对外开放。

## 館舍
泰州博物館旧址位于海陵南路657号，占地面积1000余平方米，建筑面积2000余平方米，其中展览厅面积近800平方米，文物库房近300平方米。建馆之初，以一座5间两层小楼作馆舍，文革期间又增加原福音堂3间平房，合计320平方米。1980年建成正方“回”字形地下一层、地面二层的陈列楼一座，面积972平方米，办公和文物库房综合楼等建築隨後也逐步建成；新建築共占地1000平方米，並提供1700余平方米的空間。
2006年，原址因城市建设需要，博物馆拆迁搬到青年路20号过渡性用房办公。办公房占地2000余平方米，建筑面积约2500平方米。2013年，位于鼓楼南路297号的新馆建成，建筑面积22000余平方米，其中展览厅面积近6000平方米。

## 藏品
泰州博物館館藏不同類型的藏品。书法方面，泰州博物館藏有查士标的《临米襄阳意行书轴》、何紹基的《行书七言联》、刘墉的《临名家书轴》、趙樸初的《踏莎行》书法、王澍的《诗经·小雅·天保》篆书轴，以及吳熙載的《重修城隍庙正殿记》的一部分等。绘画方面，泰州博物館藏有汪士慎《诗画合璧卷》、八大山人《秋花危石图轴》、陈卓《万松高楼图轴》、黄慎《携琴仕女图轴》、李鱓《玉兰海棠图》、清郑燮《墨竹图》、清潘恭寿《重岩暮霭图》、清罗牧《临董巨笔意山水图》、清蓝孟《木落皋亭图》，以及明程胜《蕉石图》等。博物館也藏有陶瓷、服饰、铜镜、竹雕、景泰蓝双耳瓶、雀绕花枝纹镜等藏品。

## 其他
泰州博物館也會不定期舉行不同的活動，例如泰州传统戏曲研学活动、生肖文化展、主题党日活动等。
2019年4月20日，再现红色渡江路、礼赞“水兵母亲城”——“纪念人民海军成立70周年”海军专题老报展在泰州市博物馆举行。展览共展示早期海军相关报纸132份，包括1949年3月刊登“重庆号”舰毅然起义的《江海导报》、刊有“人民的海军”图片的1949年6月出版的《新华日报》画刊、1950年5月报道舟山本岛政權轉移的《浙江日报》等。當日，泰州市博物馆和中国人民解放军海军诞生地纪念馆分別獲贈1949年1月27日《人民日报》刊有泰州高邮政權轉移，以及1949年5月13日《胶东日报》刊有人民海军成立兩份经典的报纸。該展览持续到同月26日，並可免费观看。